# Thế kỷ 15 TCN
Thế kỉ 15 TCN bắt đầu từ ngày đầu tiên của năm 1500 TCN và kết thúc vào năm 1401 TCN.

## Sự Kiện

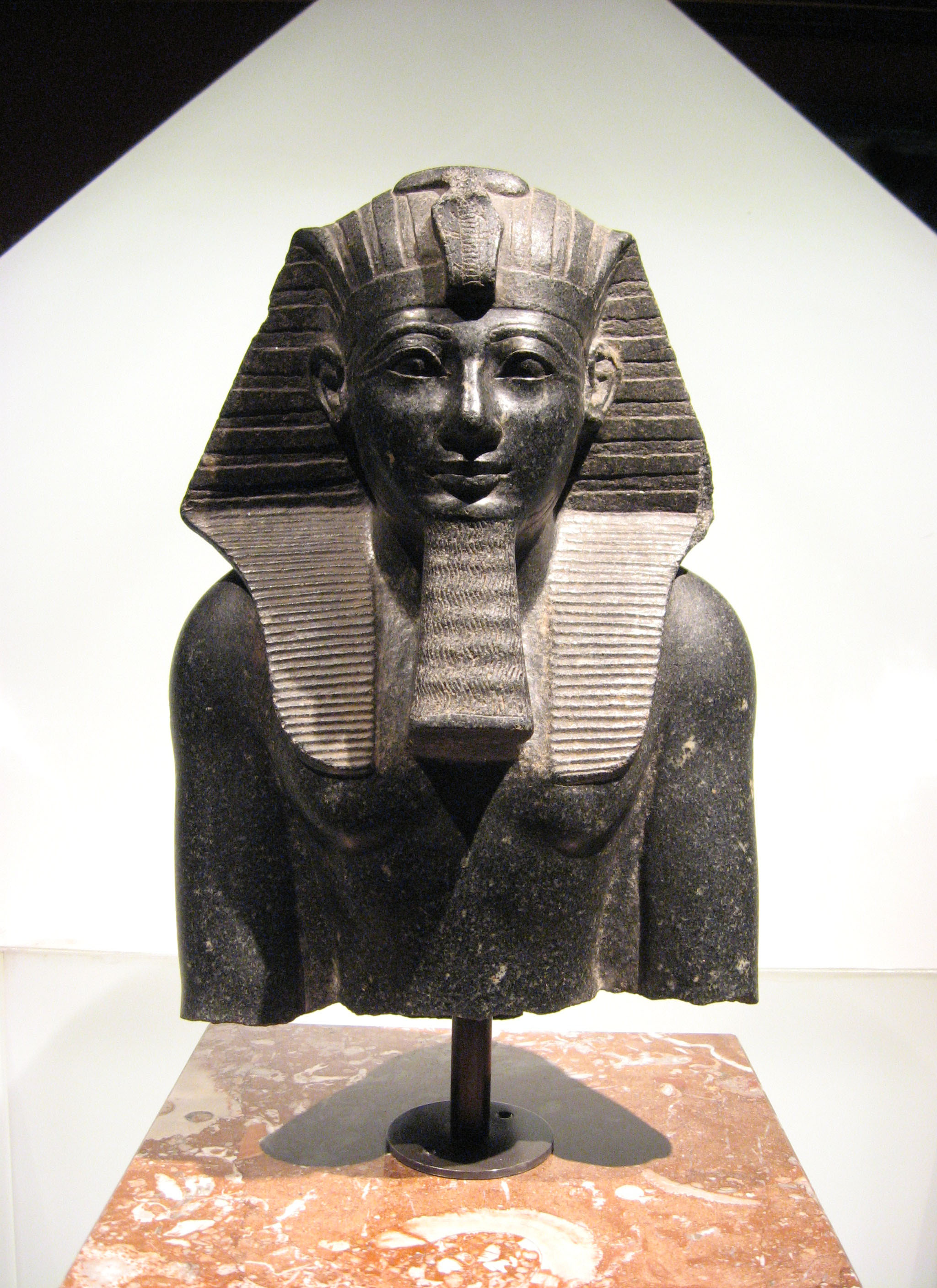
Tượng Thutmosis III ở bảo tàng Museum, Vienna

Ai Cập chinh phục Nubia và Levant ( 1504 TCN - 1492 TCN ).
1497 TCN - Cranaus , vị vua huyền thoại của Athens , bị phế truất sau 10 năm trị vì bởi con rể Amphictyon của Thessaly , con trai của Deucalion và Pyrrha .
1493 TCN - Thutmose I ( Vương triều thứ mười tám của Ai Cập ) qua đời.
1492 TCN : Thương vương Tiểu Giáp qua đời sau 17 năm trị vì , cháu ông là Thái Mậu kế vị .
1487 TCN - Amphictyon , con trai của Deucalion và Pyrrha , vị vua huyền thoại của Athens , qua đời sau 10 năm trị vì và được kế vị bởi Erichthonius I của Athens , cháu trai của Cranaus .
1473 TCN - Hatshepsut (Vương triều thứ 18) bắt đầu cai trị. Cô  là con gái của Thutmose I. Kết hôn với anh trai cùng cha khác mẹ của cô là Thutmose II .
1469 TCN —Trong trận Megiddo , Ai Cập đánh bại Canaan .
1450 TCN— Người Mycenaeans tấn công và chiếm Crete , phá hủy nhiều cung điện hoàng gia bao gồm cả Knossos .
1449 TCN: Fíachu Labrainne , Vua Ireland tối cao của Milesians , bị giết và cướp ngôi bởi Eochu Mumu .
1448 TCN: Người Gnbtyw (Genebtyw hoặc Genebtyu) xuất hiện lần đầu tiên ở Ganibatum trong năm thứ 32 của triều đại Thutmose III , Pharaoh thứ sáu của triều đại thứ mười tám của Ai Cập .
1445–1444 TCN: Sách Lêvi được viết.
1440 TCN : khu định cư đô thị đầu tiên được ghi nhận trên hoặc gần Núi Yamanlar kiểm soát Vịnh İzmir .
1437 TCN — Vua truyền thuyết Erichthonius I của Athens qua đời sau 50 năm trị vì và được kế vị bởi con trai của ông là Pandion I .
Đế chế Ai Cập ký hiệp ước hòa bình với Vương quốc Mitanni (khoảng những năm 1420 trước Công nguyên). Pharaoh Thutmose IV kết hôn với Mutemwiya , con gái của vua Mitanni Artatama I , và công nhận biên giới của họ. Cả hai vị vua thường gọi nhau là 'anh em', và ban cho nhau những món quà tuyệt vời.
1417 TCN: Thương vương Thái Mậu qua đời sau 75 năm trị vì , con ông là Ung Kỷ kế vị .
1405 TCN: Thương vương Ung Kỷ qua đời sau 12 năm trị vì , con ông là Trọng Đinh kế vị .
1400 TCN - Cung điện Minos bị lửa thiêu rụi.
1400 TCN — Ước tính: Thebes , thủ đô của Ai Cập trở thành thành phố lớn nhất thế giới, vượt qua Memphis ở Ai Cập . 
1400 TCN— Người Assyria trở nên rất hùng mạnh.
Bắt đầu thời đại Mycenaean .
1400 trước Công nguyên — Trung tâm quyền lực chính trị và văn hóa ở Aegean đã chuyển từ Crete sang lục địa Hy Lạp , vào thời điểm đó là quê hương của các vị vua chiến binh giàu có.
1400 TCN - Cổng Sư tử tại Hattushash (gần Boghazkeui , Thổ Nhĩ Kỳ hiện đại ) được thực hiện.